# Catocala armandi
Catocala armandi là một loài bướm đêm thuộc họ Erebidae. Nó được tìm thấy ở Đông Nam Á, bao gồm Tây Tạng và Đài Loan.
Sải cánh dài khoảng 80 mm.

## Hình ảnh

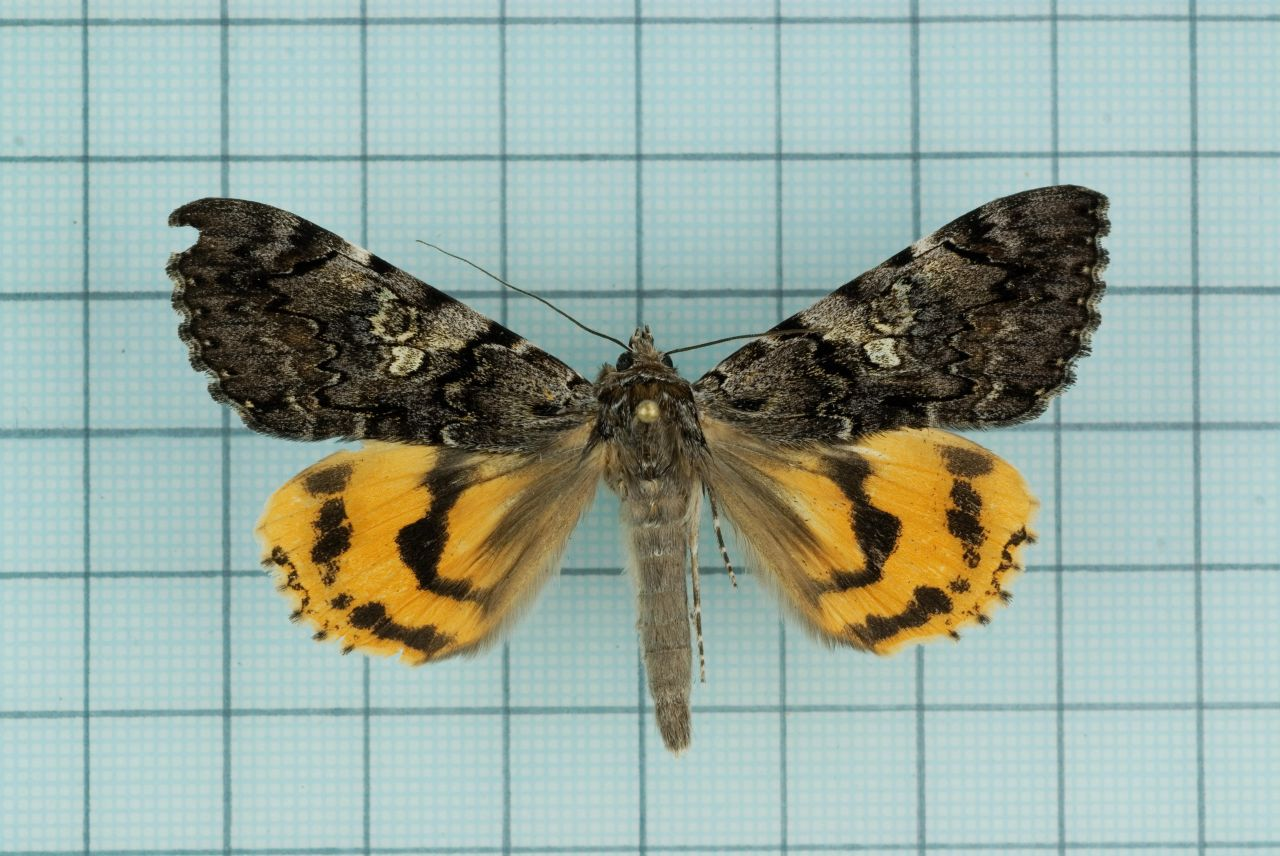

## Phụ loài
- Catocala armandi armandi
- Catocala armandi shirozui (Taiwan)